# ダヴィデ・キウミエント
ダヴィデ・キウミエント（Davide Chiumiento、1984年11月22日 - ）は、スイス・アッペンツェル・アウサーローデン準州ヘイデン出身の元サッカー選手。現役時代のポジションはミッドフィールダー。イタリアにルーツを持つ。

## 経歴
FCザンクト・ガレンの下部組織からユヴェントスの下部組織に移った当時はアレッサンドロ・デル・ピエロの後継者として期待されていた時期もあったが、トップチームには1試合に出場したのみでレンタル生活を余儀なくされた。ル・マンUC時代は松井大輔と共にプレーしたが、フィジカル重視のリーグ・アンの中でスタメンを奪えなかった。翌シーズンはBSCヤングボーイズに移籍しハカン・ヤキンと共にプレーした。
ユヴェントスとの契約切れを機にFCルツェルンに移籍した。
2010年、バンクーバー・ホワイトキャップスに移籍した。
2012年7月11日、FCチューリッヒに移籍した。

## 代表歴
イタリア代表入りを目指していたが、スイス代表への道を選択しU-21スイス代表として2004年のUEFA U-21欧州選手権等13試合に出場した。
2010年3月4日ウルグアイ代表との親善試合でピルミン・シュヴェクラーと交代で出場しA代表デビューした。

## 所属クラブ
- ユヴェントス 2004-2007

→  ACシエナ 2004-2005 (Loan)
→  ル・マンUC 2005-2006 (Loan)
→  BSCヤングボーイズ 2006-2007 (Loan)
- FCルツェルン 2007-2010
- バンクーバー・ホワイトキャップス 2010-2012
- FCチューリッヒ 2012-2017